# Djävulen kom om natten
Djävulen kom om natten (tyska: Nachts, wenn der Teufel kam) är en tysk kriminalfilm från 1957 i regi av Robert Siodmak.

## Handling
Filmen handlar om jakten på den misstänkte seriemördaren Bruno Lüdke	under andra världskriget.

## Rollista i urval
- Claus Holm - kommissarie Kersten
- Mario Adorf - Bruno Lüdke
- Hannes Messemer - SS-Gruppenführer Rossdorf
- Peter Carsten - SS-Standardenführer Mollwitz
- Karl Lange - major Wollenberg
- Werner Peters - Willi Keun
- Monika John - Lucy Hansen
- Annemarie Düringer - Helga Hornung
- Rosl Schäfer - Anna Hohmann
- Ernst Fritz Fürbringer - Dr Schleffien